# 야오두구
야오두구(한국어: 요도구, 중국어: 尧都区, 병음: Yáodū Qū)는 중화인민공화국 산시성 린펀시의 행정구역이다. 넓이는 1304km2이고, 인구는 2007년 기준으로 810,000명이다.

## 행정 구역
9개 가도, 10개 진, 6개 향을 관할한다.
- 가도: 解放路街道, 鼓楼西街街道, 水塔街街道, 南街街道, 乡贤街街道, 辛寺街街道, 铁路东街道, 车站街街道, 汾河街道
- 진: 屯里镇, 乔李镇, 大阳镇 , 县底镇, 刘村镇, 金殿镇 , 吴村镇, 土门镇 , 魏村镇, 尧庙镇
- 향: 段店乡 , 贾得乡, 贺家庄乡, 一平垣乡, 枕头乡